# Tony Echavarría
Miguel Antonio „Tony“ Echavarría Vanderhorst (* 29. September 1926 in Santo Domingo; † 1. Januar 1993 ebenda) war ein dominikanischer Sänger und Kabarettist.
Echevarría begann in den 1940er Jahren seine künstlerische Laufbahn als Sänger mit dem Orchester von Antonio Morel. Er betrieb einen Club, in dem Musiker, Merengue- und Salsasänger auftraten und organisierte später im Restaurant Bahoruco Donnerstagsveranstaltungen, bei denen sich junge Orchester vorstellten. Im Restaurant El lirio begann er eine Veranstaltungsreihe, die als Tony Echavarría „Cambumbos“ Soziale Montage (Lunes sociales) bekannt und auch von ausländischen Künstlern regelmäßig besucht wurde. Der charismatische und scharfzüngige Satiriker und bekennende Homosexuelle machte sich dabei durchaus auch Feinde.
1965 beteiligte sich Echavarría aktiv an den Kämpfen der Revolución de Abril. In den 1970er Jahren wurde er Opfer eines bewaffneten Attentates, von dem er eine Lähmung des rechten Armes zurückbehielt. Die Attentäter wurden offiziell nicht ermittelt, jedoch im Umkreis des diktatorisch herrschenden Präsidenten Joaquín Balaguer vermutet.